# 1587

## Родени
- Артур Джонстон, шотландски физик и поет (* 1641)